# Bandscheibenprothese

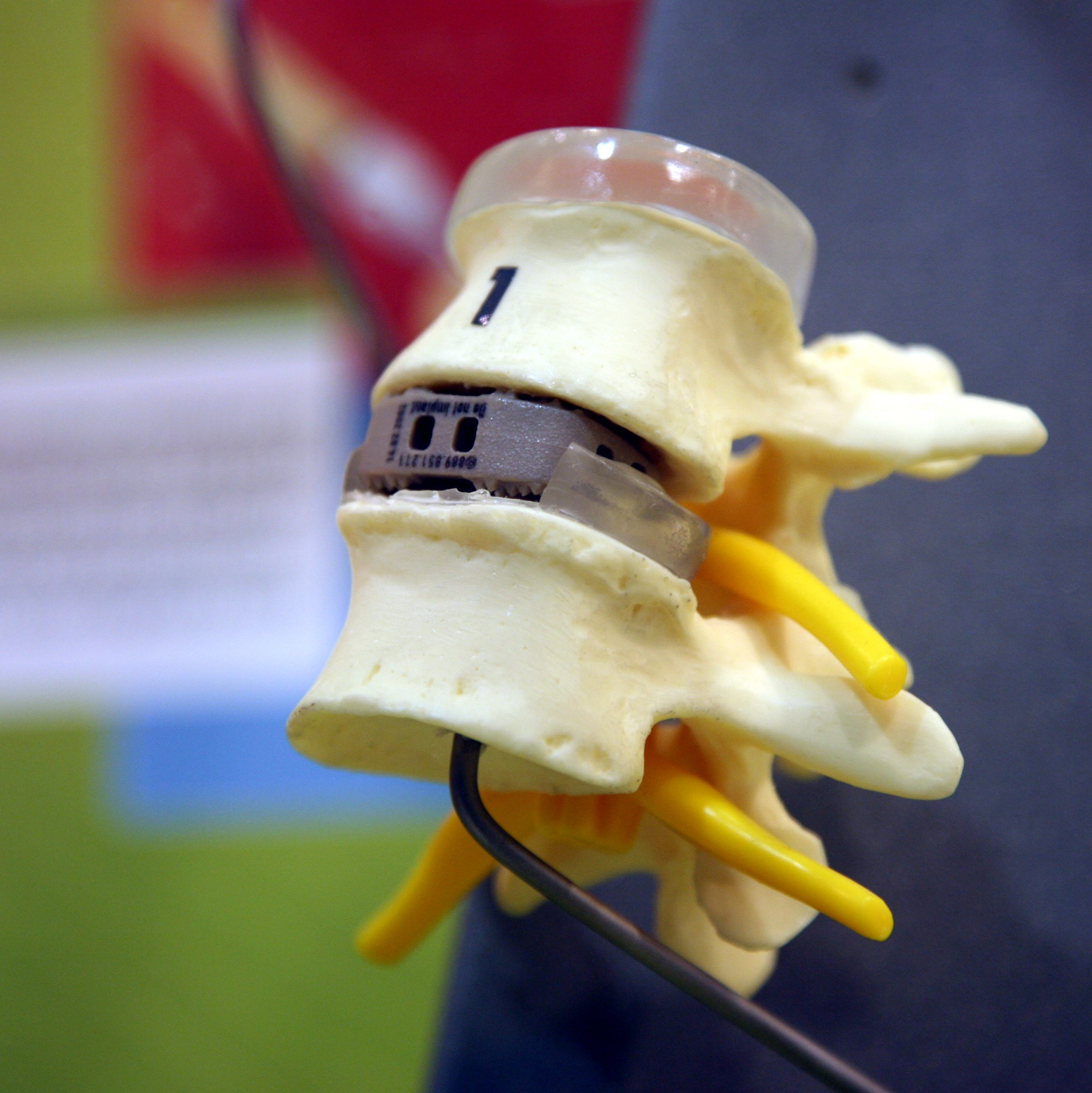
Künstliche Bandscheibenprothese im Lumbalbereich

Anatomische Strukturen eines Bewegungssegments der lumbalen Wirbelsäule; Ansicht von vorn-seitlich rechts. Dunkelblau dargestellt sind u. a. die seitlich austrennenden Nervenwurzeln.

Die Bandscheibenprothese, auch voll bewegungserhaltende Bandscheibenvollprothese (englisch Total Disc Arthroplasty (TDA)), ist das operative Einbringen und Verankern eines Bandscheibenersatzimplantats in den Zwischenwirbelraum. Ein Implantat ist ein im Körper eingesetztes künstliches Material, das permanent oder zumindest für einen längeren Zeitraum dort verbleiben und die Funktion der ersetzten körpereigenen Struktur ganz oder teilweise ausüben soll. Es gibt Bandscheibenprothesen für den Bereich der Halswirbel- und Lendenwirbelsäule.
Die Wirbelkörper, Corpus vertebrae sind an den zu benachbarten Wirbeln zeigenden Polen mit jeweils einer Deckplatte versehen. Zwischen diesen Deckplatten sind benachbarte Wirbel mit einer Bandscheibe faserknorplig sowie über zwei Bänder, Ligamentum longitudinale anterius und posterius bindegewebig untereinander verbunden. Über die Wirbelbögen, deren obere und untere Gelenkfortsätze und deren Bandapparat stehen sie zudem in gelenkiger Verbindung. Der Wirbelkörper ist ein stützendes und lasttragendes Formteil des Wirbels, das etwa 80 % der auf einen Wirbel einwirkenden vertikalen Lasten aufnimmt.
Das Implantat für den Zwischenwirbelraum besteht, abhängig vom Hersteller, im Allgemeinen aus zwei plattenförmigen Halterungsstrukturen (obere und untere Kontaktflächen zum Wirbelkörper) und einen dazwischen liegenden Kunststoffkern, zumeist aus Polyethylen, der die Beweglichkeit im Segment ermöglicht (Kugelgelenk-Prinzip mit und ohne Gleitlager oder visko-elastisches Bewegungsverhalten). Die Platten zur Verankerung an die jeweilige Deck- bzw. Bodenplatte der Wirbelkörper sind bei Implantaten für die Lendenwirbelsäule meist aus einer Kobalt-Chrom-Molybdän-Legierung gefertigt, die mit einer Titan-Legierung beschichtet wurden; diese zeichnet sich durch eine hohe Körperverträglichkeit aus. Endplatten bei Bandscheibenprothesen für die Halswirbelsäule bestehen meist vollständig aus Titan bzw. Titanlegierungen (z. B. Ti-6Al-4V). Die obere Kontaktfläche stellt die Verbindung zur Grundplatte des Wirbelkörpers her während die untere Kontaktfläche zur Anlage an die Deckplatte eines unterhalb an das Implantat angrenzenden Wirbelkörpers dient.
Die Indikation stellt sich vor allem dann, wenn eine erhebliche Degeneration des Bandscheibensystems (Nucleus pulposus und Faserring, Anulus fibrosus disci intervertebralis) mit oder ohne entzündlichen Begleitreaktion stattgefunden hat bzw. stattfindet (siehe auch Bandscheibenvorfall). Bei solch einem Befund ist es das Ziel, die degenerierte Bandscheibe komplett zu entfernen unter gleichzeitigem Erhalt der biomechanischen und physiologischen Funktionsfähigkeit. Anstelle des Bandscheibensystems setzt man in das entsprechende Wirbelsegment eine Bandscheibenprothese zwischen die beiden Wirbelkörper ein. Die Bandscheibenprothese (Total Disc Arthroplasty (TDA)) kann dann vollständig die Funktion einer natürlichen Bandscheibe übernehmen. Hierdurch kann es zu einer Reduktion bis zum völligen Verschwinden der ursprünglichen Schmerzsituation kommen.

## Operatives Vorgehen im Lumbalbereich
Die operativ-chirurgische Intervention erfolgt in Rückenlage. Zunächst wird zwischen den Bauchnabel und dem Beckenknochen in einer parallel zur Sagittalebene verlaufenden Schnittführung ein etwa fünf bis sieben Zentimeter langer Hautschnitt (Paramedianschnitt, Schnitt neben der Mittellinie) angelegt. Man dringt dann ohne den Bauchraum zu eröffnen, in retroperitonealer Richtung nach Darstellung des Ureters in die Tiefe vor.
Unter Schonung der großen Bauchgefäße (Vena cava inferior und Aorta) und der Nerven wird die Bandscheibe dargestellt und dann schrittweise entfernt. Sodann werden die jeweilige Deck- und Bodenplatte aufgeraut.
Hierbei können auch Osteophyten, welche die Nervenwurzeln bedrängen, entfernt werden. Anschließend wird der Bandscheibenzwischenraum auf seine ursprüngliche Höhe wiederhergestellt und die Prothese stabil am Wirbel verankert. Nach der individuellen Beurteilung des Falles werden eine oder mehrere Bandscheiben mit Prothesen ersetzt. Der Eingriff erfolgt unter Röntgenkontrolle. Insgesamt dauert der Eingriff ungefähr zwei bis drei Stunden und wird in Vollnarkose mit oder ohne Periduralkatheter durchgeführt.
Dabei ist zu bedenken, dass die höheren Lumbalsegmente, oberhalb von L3 bzw. L4 bezüglich ihres operativen Zugangs die technisch schwierigeren Situs darstellen.

## Operatives Vorgehen an der Halswirbelsäule

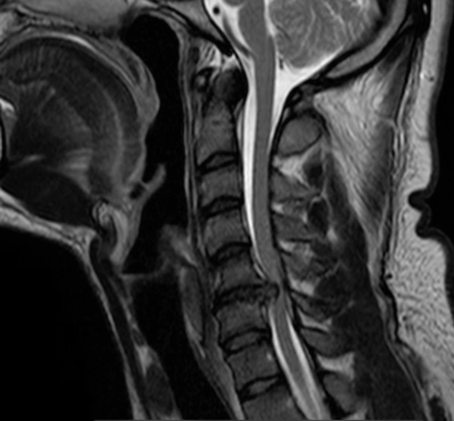
Bandscheibenvorfall zwischen 5. und 6. Halswirbel im MRT

In Vollnarkose und Rückenlage der Erkrankten wird mit dem Röntgenbildverstärker der operative Zugangsweg markiert. Nach Desinfektion und sterilem Abdecken der Haut erfolgt an der Halsvorderseite ein horizontal verlaufender Hautschnitt von etwa 5-6 cm Länge, der in eine Hautfalte platziert wird, wodurch er später kaum noch sichtbar ist.
Der flache Hautmuskel (Platysma), der vom Kinn und Unterkiefer ausgehend die Halsvorderseite bedeckt, wird stumpf gespreizt. Zwischen dem Musculus sternocleidomastoideus (Kopfnicker oder Kopfwender) und der Schilddrüse gelangt man durch stumpfe Präparation auf die Vorderfläche der Halswirbelsäule. Dabei werden die Gefäß-Nervenloge der Halsschlagader leicht zur Seite und die Halsweichteile der Speise- und Luftröhre zur Mitte hin abgedrängt. Ein röntgendurchlässiger Sperrer hält den Zugangsweg offen. Einschwenken des Operationsmikroskops, die weitere Operation geschieht dadurch unter optimaler Beleuchtung und Vergrößerung. Die vor der Halswirbelsäule verlaufende Muskulatur (Musculus longus colli) wird etwas zur Seite abpräpariert, um die gesamte Vorderfläche der Bandscheibe darzustellen.

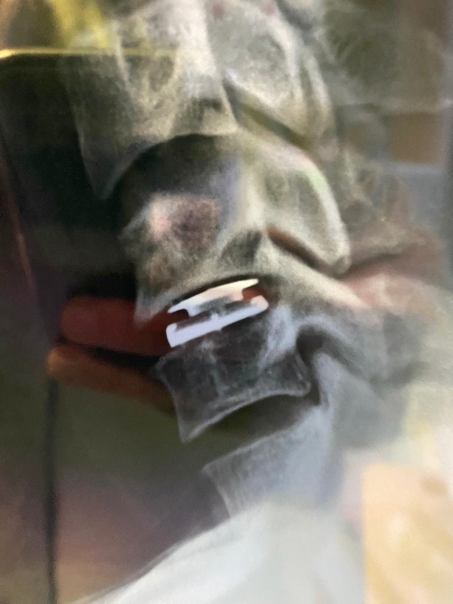
Bandscheibenprothese zwischen 5. und 6. Halswirbel

Nach Inzision des vorderen Längsbandes wird die geschädigte Bandscheibe entfernt. Um ggf. einen in den Wirbelkanal verlagerten Bandscheibenvorfall (s. Bild) erreichen und entfernen zu können, wird auch das hintere Längsband abgetragen. Sollten sich auch knöcherne Randsporne (Osteophyten) gebildet haben, die in den Wirbelkanal vorspringen, werden auch diese mit Mikroinstrumenten beseitigt oder einer Miniaturfräse abgeschliffen. Das gilt insbesondere auch für den Nervenkanal (Foramen intervertebrale) auf beiden Seiten, damit die dort austretenden Nerven sicher entlastet sind.
Nachdem so das Implantatlager vorbereitet ist, wird unter leichter Spreizung des Zwischenwirbelraums die Bandscheibenprothese eingesetzt. Dies geschieht unter Kontrolle mit dem Röntgenbildwandler, um eine optimale präzise Platzierung zu erreichen (s. Bild). Sitzt die Prothese fest, wird unter dem Röntgenbildwandler eine kurze Bewegungsprobe gemacht, um sicherzustellen, dass sie auch korrekt funktioniert. Ist dies der Fall, wird die Wunde verschlossen.